# Cavtat
Cavtat (iz latinskega imena za mesto - civitas; v antiki Epidaurum) je manjše mesto z okoli 2.000 prebivalci v južnem delu večjega Župskega zaliva, okoli 20 km južno od Dubrovnika, ki je upravno središče občine Konavle /Konavle in spada v Dubrovniško-neretvansko županijo na Hrvaškem. Cavtat leži ob manjšem zalivu Tiha na polotoku Rat.
Cavtat je za Dubrovnikom najpomembnejše turistično središče na skrajnem vzhodnem delu hrvaškega južnega Jadrana. Mestece je predvsem privlačno zaradi svojega zelo slikovitega položaja na polotoku z zalivčki na obeh straneh, z riviero, z lepimi plažami, bujnim sredozemskim rastlinstvom in prijetnim podnebjem.

## Zgodovina
Na mestu nekdanjega ilirskega naselja so grški pomorščaki najbrž v 4. pr. n. št. položili temelje mestu in mu dali ime Epidaurum, po slavnem peloponeškem soimenjaku. Rimljani so ga spremenili v važno pomorsko bazo. V 7.stol. so ga osvojili, oropali in požgali stari Slovani in Avari. Prebivalci so zbežali na bližnje otoke, pa tudi na otoček Lave na katerem bo kasneje nastal Dubrovnik. Cavtat je v posesti Dubrovnika do 1302 in ponovno od leta 1427 dalje.
Največje znamenitosti v Cavtatu so: frančiškanski samostan iz 15. stol. in samostanska cerkev iz 1483. Baročna župnjiska cerkev sv. Nikole  iz 17. stol. V cerkvi so dragocene slike, med katerimi so tudi dela Vlaha Bukovca, renesančni Knežev dvor (1558) z muzejsko zbirko, arhivom, bogato knjižnico in lapidarijem. Nad mestom pa dominira mavzolej družine Račić, delo Ivana Meštrovića postavljen leta (1922).
V Cavtatu je tudi izpostava HAZU.

## Rojeni v Cavtatu
- Baltazar Bogišić (1834 - 1908), pravnik, sociolog, akademik
- Vlaho Bukovac (1855 - 1922), slikar
- Frano Supilo (1870 - 1917), politik

## Demografija
| Pregled števila prebivalcev po letih | Pregled števila prebivalcev po letih | Pregled števila prebivalcev po letih | Pregled števila prebivalcev po letih | Pregled števila prebivalcev po letih | Pregled števila prebivalcev po letih | Pregled števila prebivalcev po letih | Pregled števila prebivalcev po letih | Pregled števila prebivalcev po letih | Pregled števila prebivalcev po letih | Pregled števila prebivalcev po letih | Pregled števila prebivalcev po letih | Pregled števila prebivalcev po letih | Pregled števila prebivalcev po letih | Pregled števila prebivalcev po letih |
| ------------------------------------ | ------------------------------------ | ------------------------------------ | ------------------------------------ | ------------------------------------ | ------------------------------------ | ------------------------------------ | ------------------------------------ | ------------------------------------ | ------------------------------------ | ------------------------------------ | ------------------------------------ | ------------------------------------ | ------------------------------------ | ------------------------------------ |
| 1857                                 | 1869                                 | 1880                                 | 1890                                 | 1900                                 | 1910                                 | 1921                                 | 1931                                 | 1948                                 | 1953                                 | 1961                                 | 1971                                 | 1981                                 | 1991                                 | 2001                                 |
| 749                                  | 634                                  | 675                                  | 723                                  | 708                                  | 740                                  | 700                                  | 774                                  | 641                                  | 654                                  | 821                                  | 954                                  | 1585                                 | 1930                                 | 2015                                 |